# 195 г. пр.н.е.
195 (сто деветдесет и пета) година преди новата ера (пр.н.е.) е година от доюлианския (Помпилийски) римски календар.

## Събития

### В Римската република
- Консули са Луций Валерий Флак и Марк Порций Катон Стари.
- Един от законите срещу разкоша, Lex Oppia (от 215 г. пр.н.е.) е отменен въпреки съпротивата на Катон.[1]
- Консулът Катон получава командването в Испания, а Флак в Цизалпийска Галия.
- Първо римско настъпление в Келтиберия.[2]

### В Африка
- Римска комисия пристига в Картаген под претекст да помогне за териториален спор, но в действителност целта и е да разследва твърдения за преговори между Ханибал и Антиох III. Ханибал избира доброволното изгнание и напуска тайно Картаген пътувайки на изток, за да се присъедини към царя на Селевкидите.[3]

### В Гърция
- В Коринт Тит Квинкций Фламинин свиква конференция на гръцките държави и полиси, на която той е решава да препрати посланиците на Антиох III към Рим и получава съгласието на присъстващите да започне война с царя на Спарта Набис.
- Набис е победен и моли за мир, който получава в замяна на освобождение на крайбрежните градове на Лакония и на град Аргос, който се връща на Ахейската лига.[4]

## Родени
- Митридат I, цар на Партия (умрял 138 г. пр.н.е.)
- Теренций, един от най-прочутите поети на комедии в Древен Рим (умрял 159 г. пр.н.е.)